# Sonerila
Sonerila (hrv. sonerila; lat. Sonerila), veliki biljni rod vazdazelenih trajnica i grmova iz porodice Melastomataceae. Pripada mu preko 170 vrsta koje rastu po troposkoj i suptropskoj Aziji.
Rod je opisan u Flora Indica; or descriptions of Indian Plants 1: 180. 1820.

## Vrste
1. Sonerila affinis Arn.
2. Sonerila aiensis C. W. Lin
3. Sonerila albiflora Stapf & King ex King
4. Sonerila amabilis Triana ex C. B. Clarke
5. Sonerila amoena Bakh. fil.
6. Sonerila anaimudica Lundin & B. Nord.
7. Sonerila andamaniensis Stapf & King
8. Sonerila anisophylla J. Wai & J. M. Hu
9. Sonerila annamica Guillaumin
10. Sonerila arguta R. Br. ex Naudin
11. Sonerila arnottiana Thwaites
12. Sonerila arunachalensis G.S.Giri, A.Pramanik & H.J.Chowdhery
13. Sonerila balasubramaniamii Murug., Arun, Nikhil Raj, P.A.Azeez & M.K.Sebastian
14. Sonerila banthatensis J. Wai & J. M. Hu
15. Sonerila barbata Ridl.
16. Sonerila barnesii C. E. C. Fisch.
17. Sonerila beccariana Cogn.
18. Sonerila belluta Ridl.
19. Sonerila bensonii Hook. fil.
20. Sonerila betongensis J. Wai & J. M. Hu
21. Sonerila bicolor Stapf & King
22. Sonerila biflora Zoll. & Moritzi
23. Sonerila bokorense S. H. Cho & Y. D. Kim
24. Sonerila bolavenensis Soulad., Tagane & Suddee
25. Sonerila borneensis Cogn.
26. Sonerila bracteata Stapf & King
27. Sonerila brandisiana Kurz
28. Sonerila brunonis Wight & Arn.
29. Sonerila buruensis Bakh. fil.
30. Sonerila calaminthifolia Stapf & King
31. Sonerila calophylla Ridl.
32. Sonerila calycula Stapf & King
33. Sonerila cannanorensis G.S.Giri & M.P.Nayar
34. Sonerila cantonensis Stapf
35. Sonerila cardamomensis S. H. Cho
36. Sonerila celebica Bakh. fil.
37. Sonerila clarkei Cogn.
38. Sonerila coimbatorensis Murug., V.Ravich. & Murugan
39. Sonerila cordifolia Cogn.
40. Sonerila coriacea Lundin & B. Nord.
41. Sonerila corneri M. P. Nayar
42. Sonerila costulata Stapf & King
43. Sonerila crassicaulis Lundin
44. Sonerila crassiuscula Stapf
45. Sonerila daalenii Bakh. fil.
46. Sonerila decipiens Bakh. fil.
47. Sonerila devicolamensis M. P. Nayar
48. Sonerila dharii V. Prakash & Mehrotra
49. Sonerila dongnathamensis Suddee, Phutthai & Rueangr.
50. Sonerila elatostemoides Stapf & King
51. Sonerila elegans Wight
52. Sonerila elliptica Stapf & King
53. Sonerila epeduncula J. Mathew
54. Sonerila epiphytica J. Wai & J.M.Hu
55. Sonerila erecta Jack
56. Sonerila erectifolia Phonep., Soulad. & Tagane
57. Sonerila exacoides Ridl.
58. Sonerila finetii Guillaumin
59. Sonerila firma (Thwaites ex C. B. Clarke) Lundin
60. Sonerila fraseri Kiew
61. Sonerila froidevilleana Bakh. fil.
62. Sonerila gadgiliana Ratheesh & Sivad.
63. Sonerila gamblei G. S. Giri & M. P. Nayar
64. Sonerila gardneri Thwaites
65. Sonerila gimlettei Ridl.
66. Sonerila glaberrima Arn.
67. Sonerila glabricaulis (Thwaites ex C. B. Clarke) Lundin
68. Sonerila glabriflora Stapf & King
69. Sonerila grandiflora R. Br. ex Wight & Arn.
70. Sonerila grandis Ridl.
71. Sonerila griffithii C. B. Clarke
72. Sonerila guneratnei Trimen
73. Sonerila hainanensis Merr.
74. Sonerila harmandii Guillaumin
75. Sonerila harveyi Thwaites
76. Sonerila helferi C. B. Clarke
77. Sonerila heterophylla Jack
78. Sonerila hirsuta (Stapf) Ridl.
79. Sonerila hirsutissima Aver.
80. Sonerila hirsutula Arn.
81. Sonerila hirtella Cogn.
82. Sonerila hirtiflora M. P. Nayar
83. Sonerila hookeriana Arn.
84. Sonerila impatiens Becc. ex Cogn.
85. Sonerila inaequalis Murugan & Manickam
86. Sonerila insignis Blume
87. Sonerila integrifolia Stapf
88. Sonerila janakiana Ratheesh, Sunil & Sivad.
89. Sonerila junghuhniana Miq.
90. Sonerila kanjilasseriensis Arunraj, R. Reshma & Vishnupr.
91. Sonerila kanniyakumariana Gopalan & A. N. Henry
92. Sonerila keralensis Deepthikum. & Pandur.
93. Sonerila khasiana C. B. Clarke
94. Sonerila kinabaluensis Stapf
95. Sonerila konkanensis Resmi & Nampy
96. Sonerila kurzii C. B. Clarke
97. Sonerila laeviuscula Zoll. & Moritzi ex Miq.
98. Sonerila lanceolata Thwaites
99. Sonerila lateritica Resmi, Manudev & Nampy
100. Sonerila lecomtei Guillaumin
101. Sonerila linearis Hook. fil. ex Triana
102. Sonerila lobbii (C. B. Clarke) J. Wai & J. M. Hu
103. Sonerila longipedunculata Resmi & Nampy
104. Sonerila longipetiolata Josephine, Manickam, Murugan, Sundaresan & Jothi
105. Sonerila lundinii Resmi & Nampy
106. Sonerila macrantha Merr.
107. Sonerila maculata Roxb.
108. Sonerila malabarica Robi, Dantas & Sujanapal
109. Sonerila mapelo Naive
110. Sonerila margaritacea Lindl.
111. Sonerila metallica C. W. Lin, Chien F. Chen & T. Y. A. Yang
112. Sonerila microcarpa Stapf & King
113. Sonerila minima Stapf ex Ridl.
114. Sonerila mollis Stapf & King
115. Sonerila mollissima Aver.
116. Sonerila moluccana Roxb.
117. Sonerila montana J. Wai & J. M. Hu
118. Sonerila nagyana Cellin.
119. Sonerila nairii Soumya & Maya
120. Sonerila nana Ridl.
121. Sonerila nayariana Murug. & V. Balas.
122. Sonerila neglecta M. P. Nayar
123. Sonerila nemakadensis C. E. C. Fisch.
124. Sonerila neodriessenioides C. Hansen
125. Sonerila nervulosa Ridl.
126. Sonerila nidularia Stapf & King
127. Sonerila nodosa Ridl.
128. Sonerila nodulosa Ridl.
129. Sonerila nudiscapa Kurz
130. Sonerila obliqua Korth.
131. Sonerila obovata O. Schwartz
132. Sonerila pallida Stapf & King ex King
133. Sonerila papuana Cogn.
134. Sonerila parameswaranii K. Ravik. & V. Lakshm.
135. Sonerila parishii Stapf
136. Sonerila parviflora Cogn.
137. Sonerila pedunculata O. Schwartz
138. Sonerila pedunculosa Thwaites
139. Sonerila peninsularis J. Wai & J. M. Hu
140. Sonerila phuhinrongklaensis J. Wai & J. M. Hu
141. Sonerila phuphanensis J. Wai & J. M. Hu
142. Sonerila pilosula Thwaites
143. Sonerila plagiocardia Diels
144. Sonerila primuloides C. Y. Wu ex C. Chen
145. Sonerila prostrata Ridl.
146. Sonerila pulchella Stapf
147. Sonerila pulneyensis Gamble
148. Sonerila pumila Thwaites
149. Sonerila purpurascens Becc. ex Cogn.
150. Sonerila pusilla Ridl.
151. Sonerila raghaviana Ratheesh, Sunil, Nandakumar & Shaju
152. Sonerila ramosa Ridl.
153. Sonerila repens Stapf & King
154. Sonerila reptans J. Wai & J. M. Hu
155. Sonerila rheedei Wall.
156. Sonerila rhombifolia Thwaites
157. Sonerila robusta Arn.
158. Sonerila rotundifolia Bedd.
159. Sonerila rubrovillosa O. Schwartz
160. Sonerila rudis Stapf & King
161. Sonerila rufidula M. P. Nayar
162. Sonerila ruttenii Bakh. fil.
163. Sonerila ruttneri Ridl.
164. Sonerila sadasivanii M. P. Nayar
165. Sonerila sahyadrica G. S. Giri & M. P. Nayar
166. Sonerila saxosa Stapf & King
167. Sonerila scapigera Dalzell
168. Sonerila secunda R. Br.
169. Sonerila silvatica Lundin
170. Sonerila souvannii Phonep. & Soulad.
171. Sonerila speciosa Zenker
172. Sonerila spectabilis M. P. Nayar
173. Sonerila squarrosa Wall.
174. Sonerila sreenarayaniana Sunil, Naveen Kum. & Rajeev
175. Sonerila stolonifera Resmi & Nampy
176. Sonerila stricta Hook.
177. Sonerila subumbellata J. Wai & J. M. Hu
178. Sonerila succulenta Stapf & King
179. Sonerila suffruticosa Stapf & King
180. Sonerila sulpheyi P. M. Salim & J. Mathew
181. Sonerila talbotii G. S. Giri & M. P. Nayar
182. Sonerila tenasserimensis J. Wai & J. M. Hu
183. Sonerila tenera Royle
184. Sonerila tenue J. Wai & J. M. Hu
185. Sonerila tenuifolia Blume
186. Sonerila tetraptera Stapf ex Ridl.
187. Sonerila tinnevelliensis C. E. C. Fisch.
188. Sonerila tomentella Thwaites
189. Sonerila travancorica Bedd.
190. Sonerila triflora Cogn.
191. Sonerila trinervis Q. W. Lin
192. Sonerila tuberculifera Cogn.
193. Sonerila tuberosa C. Hansen
194. Sonerila urceolata Cellin. & S. S. Renner
195. Sonerila vatphouensis Munzinger & C. V. Martin
196. Sonerila veldkampiana Ratheesh, Mini & Sivad.
197. Sonerila velutina Cogn.
198. Sonerila versicolor Wight
199. Sonerila verticillata J. A. Mc Donald
200. Sonerila victoriae Soumya & Maya
201. Sonerila villosa C. E. C. Fisch.
202. Sonerila violifolia Hook. fil. ex Triana
203. Sonerila virgata O. Schwartz
204. Sonerila wallichii Benn.
205. Sonerila wightiana Arn.
206. Sonerila woodii Merr.
207. Sonerila wynaadensis M. P. Nayar
208. Sonerila zeylanica Wight & Arn.